# St-Rémy (бренди)
St-Rémy (с фр. — «Сан Реми») — марка французского бренди, производимого французской компанией Rémy Cointreau.
Весь процесс производства бренди St-Rémy, от выращивания винограда до розлива готового напитка в бутылки, происходит исключительно во Франции.

## История
В 1886 году во Франции после гибели виноградников от филлоксеры винодельни Реми Мартана в регионе Шаранта были на грани исчезновения. В поисках сырья предприниматель Поль-Эмиль Реми Мартан II обнаружил, что сорт винограда Гро План, выращивавшийся в регионе Машкуль, очень похож на сорт Фоль бланш. В том же году началось производство бренди St-Rémy.
В 1917 году выпускается первый бренди Fine St-Rémy в результате экспериментов с дистилляцией.
В 1949 году Дом St-Rémy стал первым разливать свой бренди в черные бутылки.
В 1972 году бренди St-Rémy экспортируется в 80 стран по всему миру.
В 1980 году St-Rémy выпускает Napoléon VSOP в фирменной черной бутылке.
В 1990 году мастер погреба St-Rémy Мартин Пэн создает бренди St-Rémy XO.
В 2012 году мастер погреба Мартин Пэн создает St-Rémy Réserve Privée, первый лимитированный выпуск бренди экстра-класса.
В 2016 году мастер погреба Мартин Пэн выходит на пенсию после 35 лет работы и его место занимает Сесиль Рудо.
В 2017 году Дом St-Rémy, мировой лидер в производстве французского бренди, меняет дизайн упаковки своей продукции.
В 2018 году Сесиль Рудо создает серию “Cask Finish Collection”. Ограниченный выпуск с финальной выдержкой во французских бочках из-под вина Шардоне («Finished in French Chardonnay Casks») – первое издание лимитированной коллекции.
В 2019 году – запуск 3 новых выпусков в серии “Cask Finish Collection”:
- Серия “Finished in Cabernet-Sauvignon Casks” («Финальная выдержка в бочках из-под вина Каберне-Совиньон»).
- Серия “Finished in Islay Scotch Whisky Casks” («Финальная выдержка в бочках из-под шотландского виски с острова Айла») – представлена эксклюзивно в Dubai Duty Free.
- Серия “Finished in Barbados Dark Rum Casks” («Финальная выдержка в бочках из-под барбадосского темного рома») – представлена эксклюзивно в LCBO, Канада.

## Производство
Бренди St-Rémy производится из винограда, выращенного исключительно во Франции — из регионов Бургундия, Шампань, Долина Роны, Лангедок-Руссильон, Долина Луары, Бордо и Божоле.
Вино подвергается перегонке, затем выделенные коньячные спирты проходят выдержку во французских дубовых бочках. Категория бренди (VSOP, XO) определяется длительностью выдержки.

## Употребление
Бренди St-Rémy употребляют в чистом виде, со льдом или в составе коктейлей.

## Ассортимент
- St-Rémy VSOP — купаж с ароматом вишни, малины, а также нотами ванили и дуба.
- St-Rémy XO — сбалансированный букет фруктов, цветов, ванили и оттенков дерева дополнен смесью имбиря, меда и кураги с нотами легкой остроты.
- St-Rémy Réserve Privée — купаж с оттенками лесных и грецких орехов, засахаренных сухофруктов, с ванильными и древесными нотами.
- St-Rémy Cabernet Cask Finish — серия “Finished in Cabernet-Sauvignon Casks” выпущена ограниченным тиражом в 7100 бутылок с индивидуальной нумерацией. Ключевой этап изготовления — выдержка во французских дубовых бочках, в которых ранее созревали вина Каберне Совиньон, Мерло и Каберне Фран. Эта особенность придает бренди ноты красных фруктов, свежевого масла, имбиря и лакрицы с оттенком зеленого перца.
- St-Rémy Chardonnay Cask Finish — ограниченный выпуск с финальной выдержкой во французских бочках после вина Шардоне, всего в мире 9360 бутылок[6]. Аромат насыщенный, с древесными, ванильными, фруктовыми и пряными нотами. Вкус яркий и фруктовый.

## Награды
Бренди St-Rémy VSOP:
- International Wine and Spirits Competition 2012, 2014, 2015, 2018 — серебряная медаль
- International Spirits Challenge 2018 — серебряная медаль[7]
- San Francisco World Spirits Competition 2013 — серебряная медаль[8]

Бренди St-Rémy XO:
- San Francisco World Spirits Competition 2015, 2020 — золотая медаль[9]
- International Wine and Spirits Competition 2018 — золотая медаль
- San Francisco World Spirits Competition 2016 — серебряная медаль
- Bartenders Spirits Awards 2019 — серебряная медаль
- International Wine and Spirits Competition 2015, 2016 — серебряная медаль